# Ernesto Imparato
Ernesto Imparato foi um futebolista brasileiro, que jogou no Palmeiras, assim como três irmãos seus: Gaetano, Antônio e Luis Imparato.
Chegou ao Palestra Italia (atual Palmeiras) em 1919 e foi campeão paulista em 1920 e 1926, junto com o irmão Gaetano. Em 1926, ganhou ainda a edição extra do Campeonato Paulista e o Honorário do Brasil. No total, marcou 102 gols em 137 jogos.

## Títulos
Palestra Italia
- Campeonato Paulista: 1920, 1926 e 1926 (edição extra)